# Paul Chacornac
Paul Chacornac (né le 29 septembre 1884 à Paris où il est mort le 8 mars 1964) était un éditeur et un écrivain français.

## Travaux
En tant qu'écrivain, on lui doit des biographies de personnages importants du milieu occultiste parisien du début du XXe siècle, ainsi qu'une biographie du Comte de Saint-Germain.  Éditeur, il dirigeait la librairie et la maison d'éditions Chacornac frères, qui succède à la librairie de l'ésotériste  Lucien Chamuel, rachetée par son père Henri Chacornac en 1901. La « Bibliothèque Chacornac » était la principale maison d'édition de l'occultisme parisien, mais son catalogue s'ouvrait également à des publications plus générales dans le domaine de l'Ésotérisme. 
Durant les années 1930, il dirige la Revue astrologique (Chacornac Frères, Paris, 1937) dont le rédacteur en chef était André Boudineau (et avec ce périodique l'Almanach astrologique qui devient ensuite l' Almanach Chacornac). Il publia les premiers articles de René Guénon.

## Publications
- Préface à Franz Hartmann, Une aventure chez les Rose-Croix, trad. de l'anglais d'après l'éd. Bostonienne de 1893 par K.-F. Gaboriau, Paris, Bibliothèque Chacornac, 1913 ; rééd. 1994.
- Notice bio-bibliographique à Jean Valentin Andreae, Les noces chymiques de Christian Rosencreutz, trad. pour la première fois de l'allemand (Die chymische Hochzeit des Christian Rosencreutz), précédé d'un avant-propos et suivi de commentaires alchimiques par Auriger, Paris, Chacornac frères, « Les écrits rosicruciens », 1928 ; rééd. reprod. en fac-sim., Paris, Éditions traditionnelles, 1994.
- Éliphas Lévi : rénovateur de l'occultisme en France (1810-1875) (préf. Victor-Émile Michelet, présentation par Paul Redonnel), Paris, Librairie générale des sciences occultes, Chacornac frères, 1926, XVIII-300 p. (présentation en ligne). Réédition : Éliphas Lévi : rénovateur de l'occultisme en France (1810-1875) (préf. Victor-Émile Michelet), Paris, Éditions traditionnelles, 1989, XVIII-300 p.
- Un disciple des Rose-Croix. Michel Maier, médecin, philosophe hermétiste, Paris, Bibliothèque Chacornac, 1932. Extrait de Le Voile d'Isis.
- Le Comte de Saint-Germain, Paris, Chacornac frères, 1947 ; rééd. 1973 ; 1989.
- La Vie simple de René Guénon, illustrations de Pierre Chaux, Paris, Éditions traditionnelles, 1957 ; rééd. 1958 ; 1996.
- Grandeur et adversité de Jean Trithème, bénédictin, abbé de Spanheim et de Wurtzbourg (1462-1516), la vie, la légende, Paris, Éditions traditionnelles, 1963 ; rééd. 1973.